# Polymixis juditha
Polymixis juditha is een vlinder uit de familie uilen (Noctuidae). De wetenschappelijke naam van deze soort is voor het eerst geldig gepubliceerd in 1897 door Staudinger.
De soort komt voor in tropisch Afrika.